# Scarborough Marsh
Scarborough Marsh är ett 3200-acre (ca 13km2) salt våtmark tillhörande staten Maine och administreras av statens "Department of Inland Fisheries and Wildlife" som naturreservat ("wildlife management area"). Den ligger i kommunen Scarborough, Cumberland County i södra Maine.